# Codex Boturini
Pour les articles homonymes, voir Boturini.

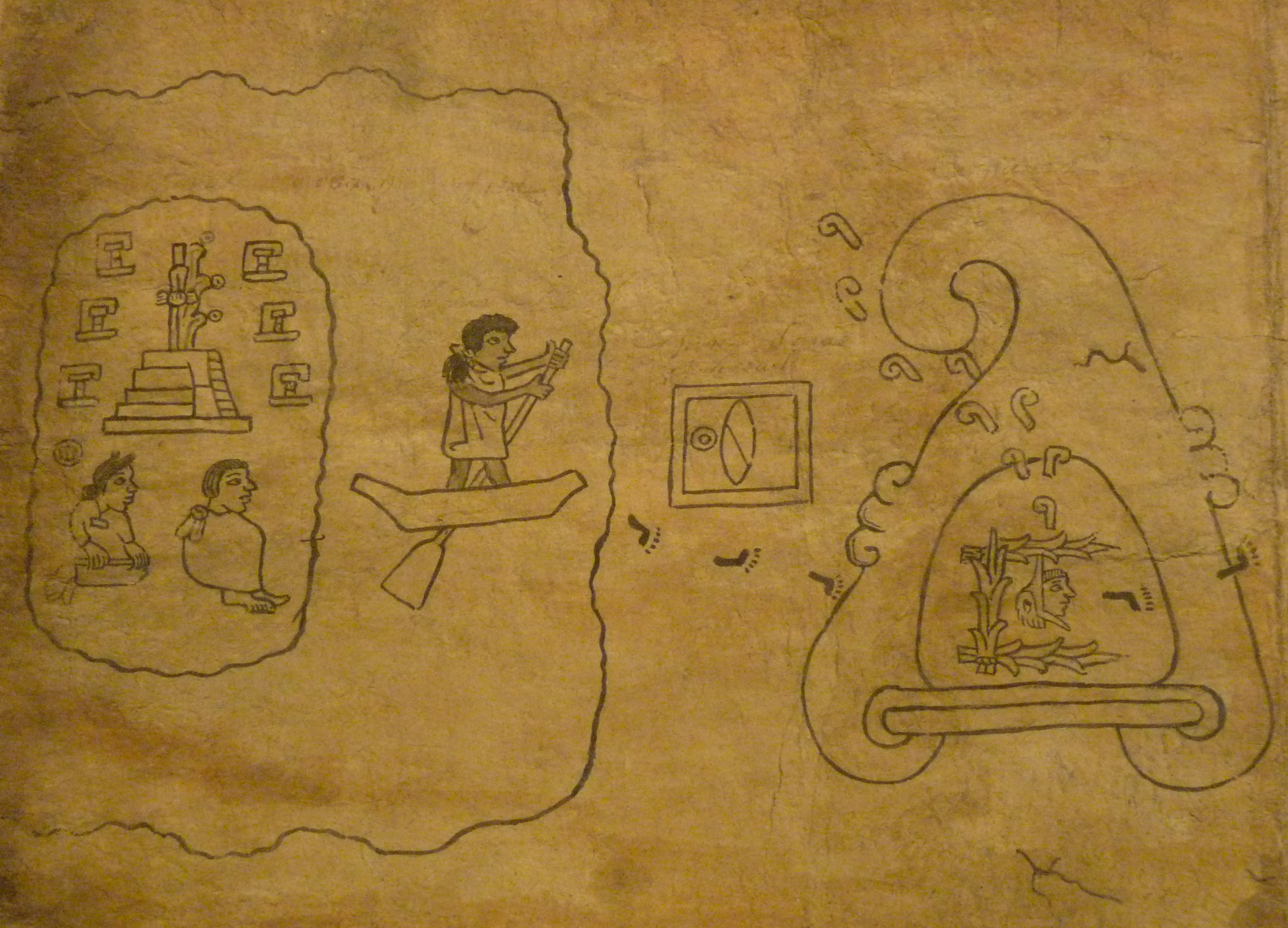
Première page du codex Boturini.

Le Codex Boturini, appelé aussi « Tira de la Peregrinación », est un codex aztèque probablement réalisé peu après la conquête de l'Empire aztèque.

## Contenu
Ce codex colonial est un ouvrage historique qui décrit, comme l'indique son deuxième nom, les pérégrinations des Aztèques depuis leur altepetl mythique d'origine Aztlan jusqu'au moment où les Aztèques sont devenus les vassaux de Cocox, le seigneur de Culhuacan. Le manuscrit ne raconte donc pas toute l'histoire de la migration aztèque jusqu'à la fondation de Tenochtitlan.
Des traces de pieds indiquent le sens du récit.

## Nom
Il tient son nom de son premier possesseur connu, le célèbre collectionneur italien du XVIIe siècle Lorenzo Boturini Bernaducci.

## Caractéristiques physiques
Ce manuscrit est constitué d'une longue feuille de papier d'amate de 19,8 × 549 cm, pliée en accordéon de façon à former 21 pages de 25,5 cm et une demi page de 13,5 cm.

## Histoire

### Élaboration
En raison du papier et du style graphique de facture indigène, les spécialistes s'accordent pour affirmer que le Codex Boturini a probablement été réalisé  selon les conventions des codex préhispaniques aztèques au centre du Mexique, voire peut-être même à Mexico-Tenochtitlan. Cependant, le style européen de quelques éléments, dont un arbre, constitue l'argument généralement invoqué pour situer cette réalisation au tout début de la période coloniale.
Selon María Castañeda de la Paz, il serait, comme le Codex Aubin, une retranscription d'un hypothétique codex perdu, qu'elle a appelé le Codex X, en référence à l'hypothèse de la Chronique X.
Contrairement à la plupart des codex aztèques, les images sont peintes en traits noirs sur fond blanc, sans couleur, à l'exception notable des traits rouges, qui relient entre eux les glyphes indiquant les dates qui égrènent la migration.
Il est annoté en nahuatl. Ces annotations sont considérées postérieures à la réalisation du codex.

### Conservation
La première mention de ce codex remonte à 1746, dans le catalogue du musée indien du collectionneur italien Lorenzo Boturini Bernaducci. En 1824, le codex a été exposé au « Egyptian Hall » de Piccadilly, à Londres, par William Bullock.
En 1825, il fut transféré avec une partie de la collection Boturini au musée national mexicain, à Mexico. Sous la présidence de Porfirio Díaz, il fut ensuite transporté avec une autre partie de la collection Boturini, dans la Bibliothèque nationale du Mexique.
Il est conservé actuellement à la bibliothèque nationale d'anthropologie et d'histoire de Mexico.

## Galerie
Vous trouverez ci-dessous les feuilles du codex classées dans l'ordre :

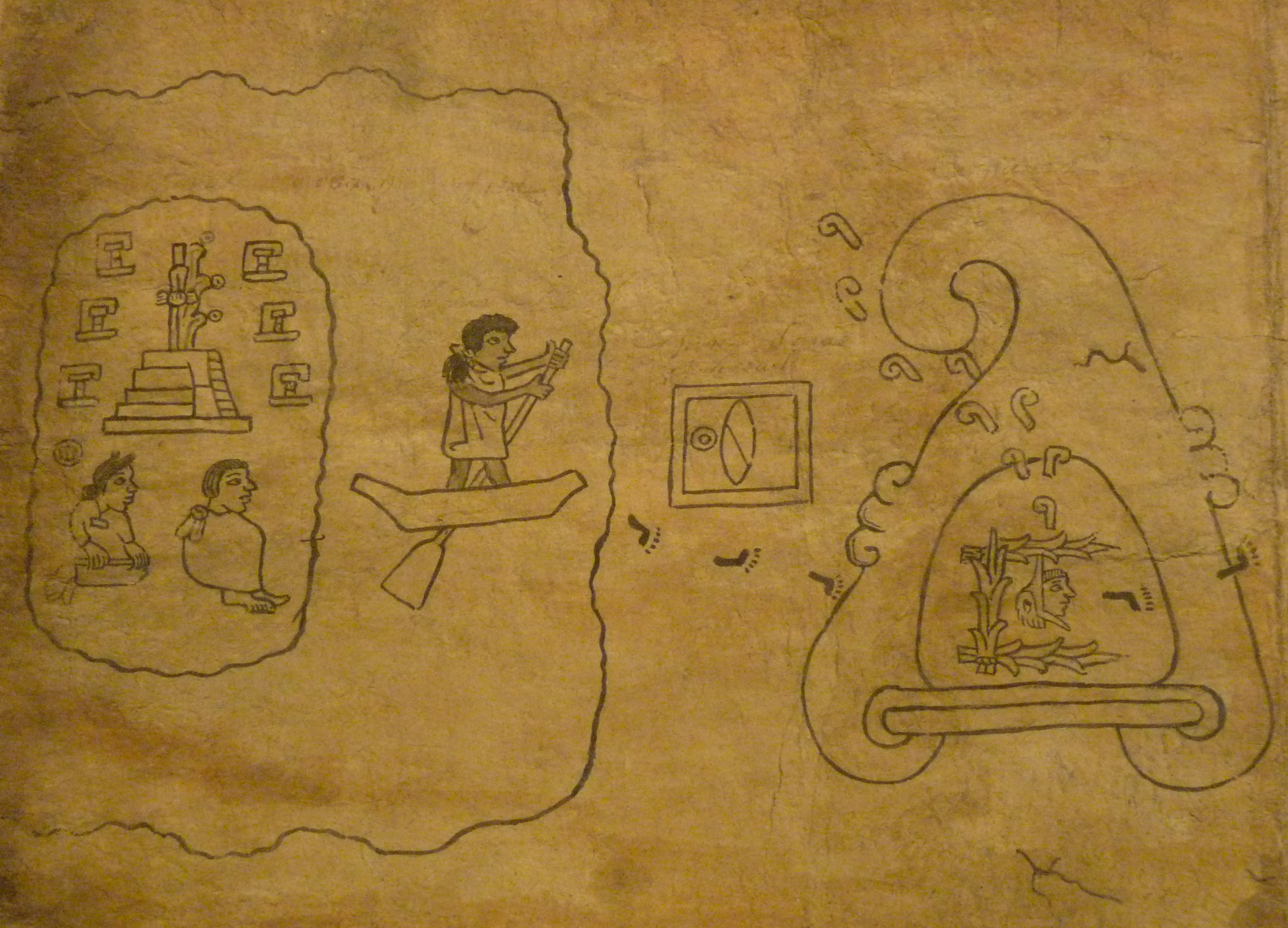
feuille 1
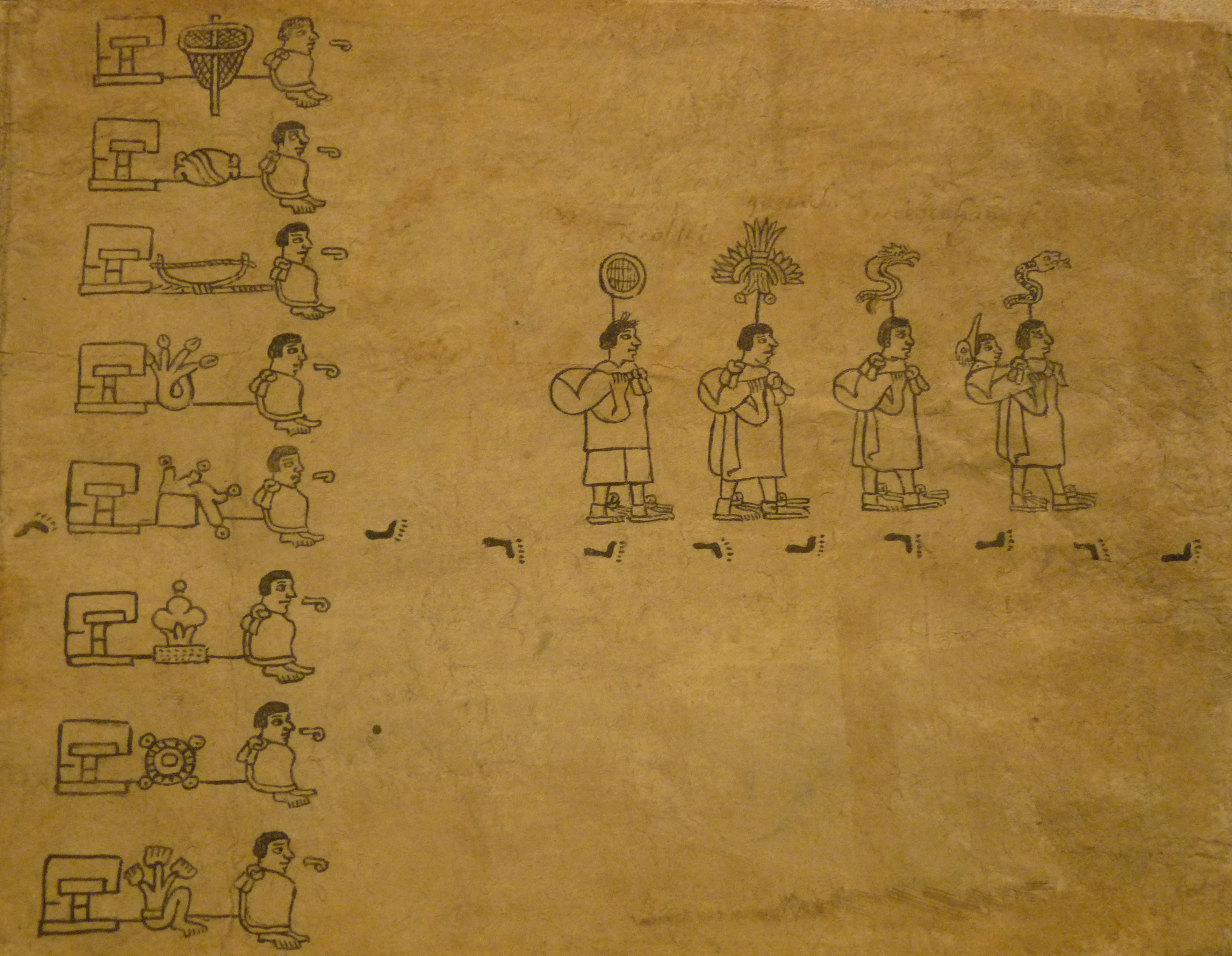
feuille 2
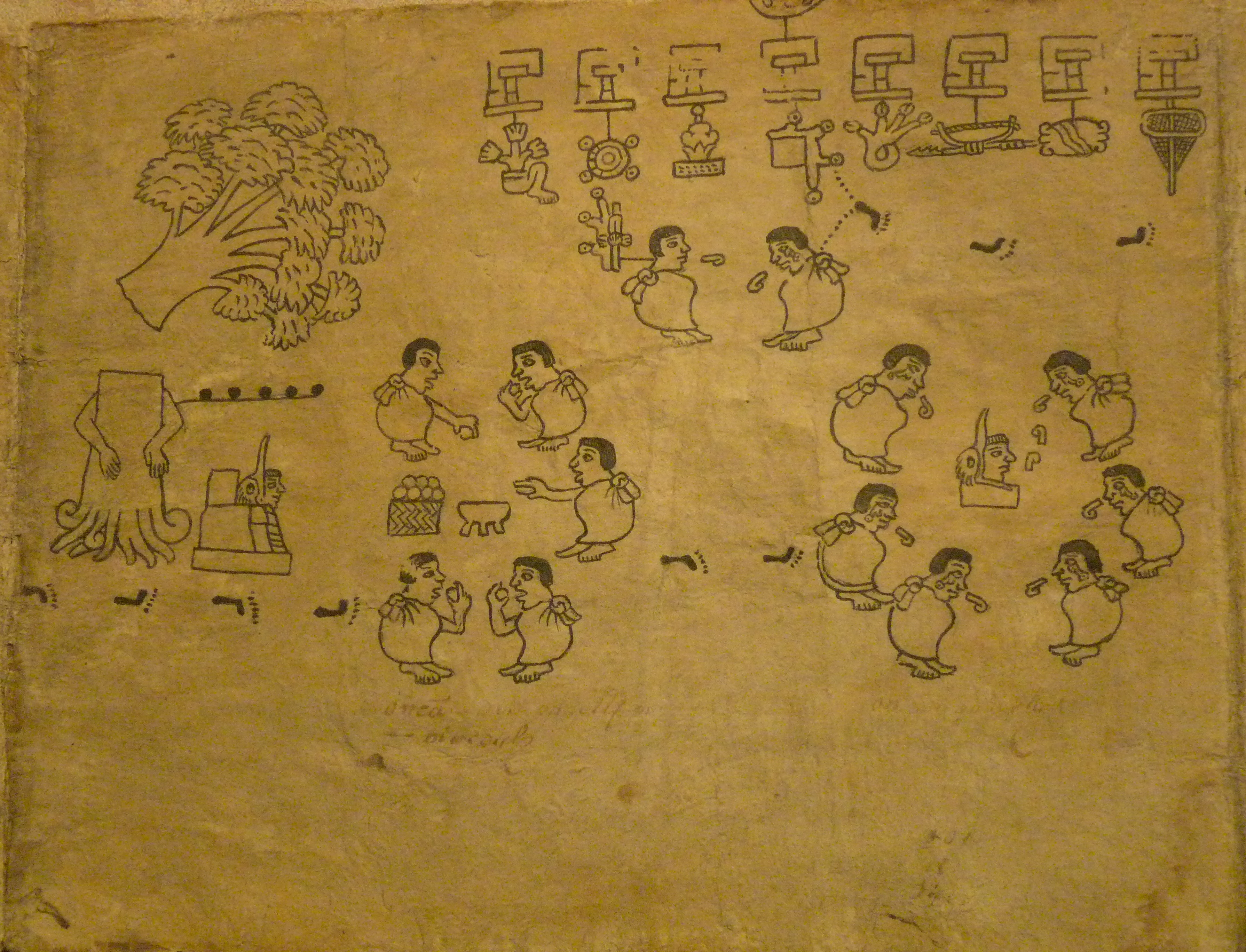
feuille 3
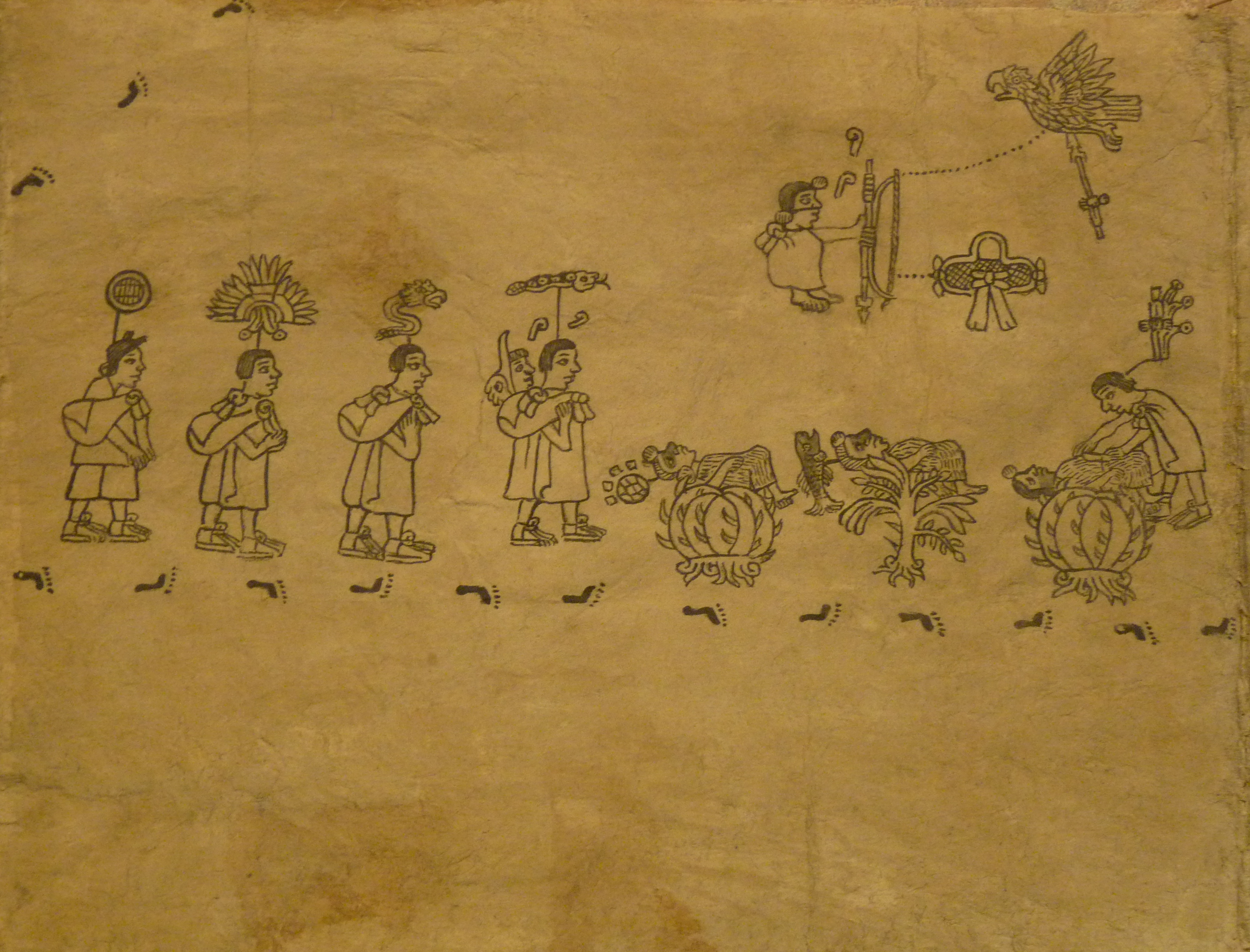
feuille 4
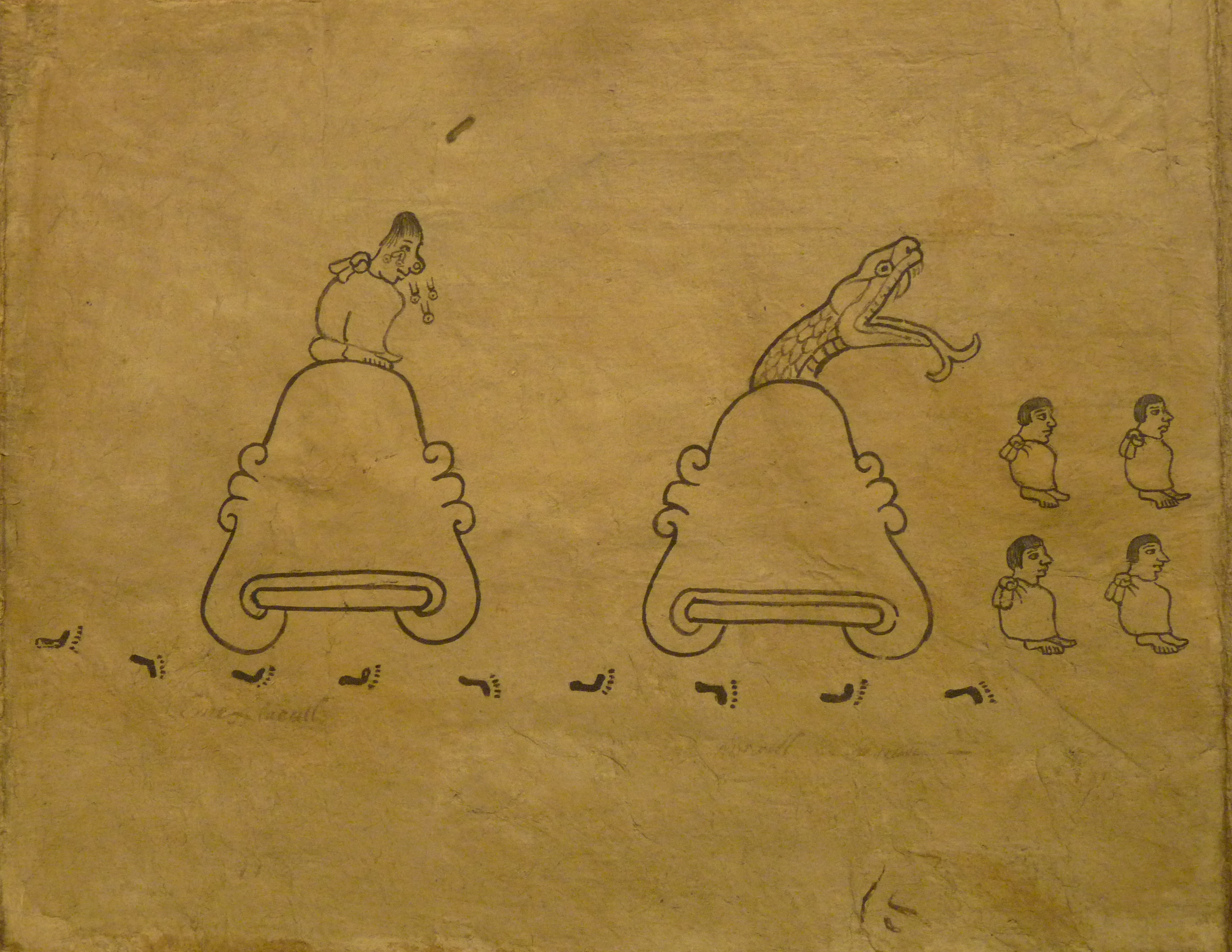
feuille 5
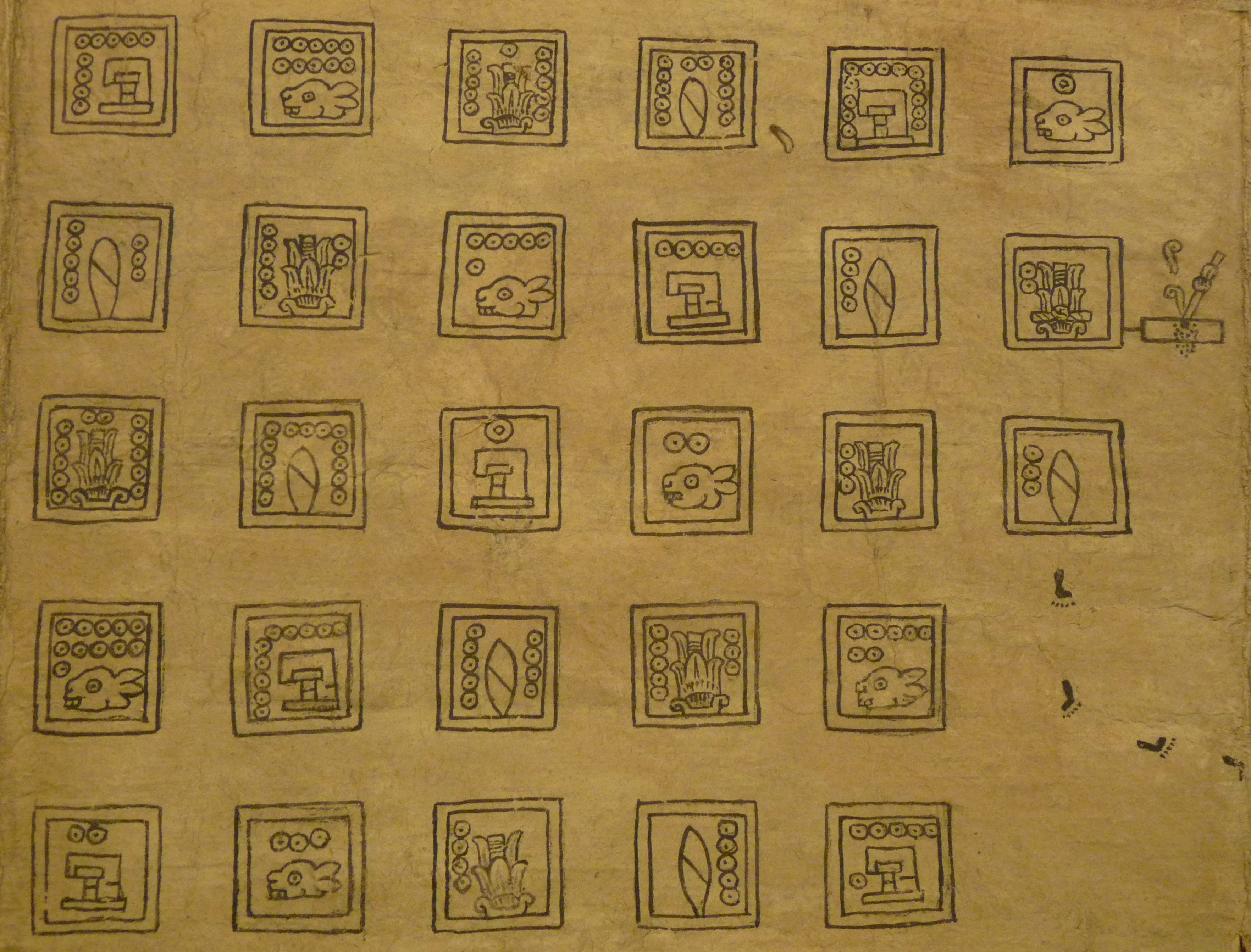
feuille 6
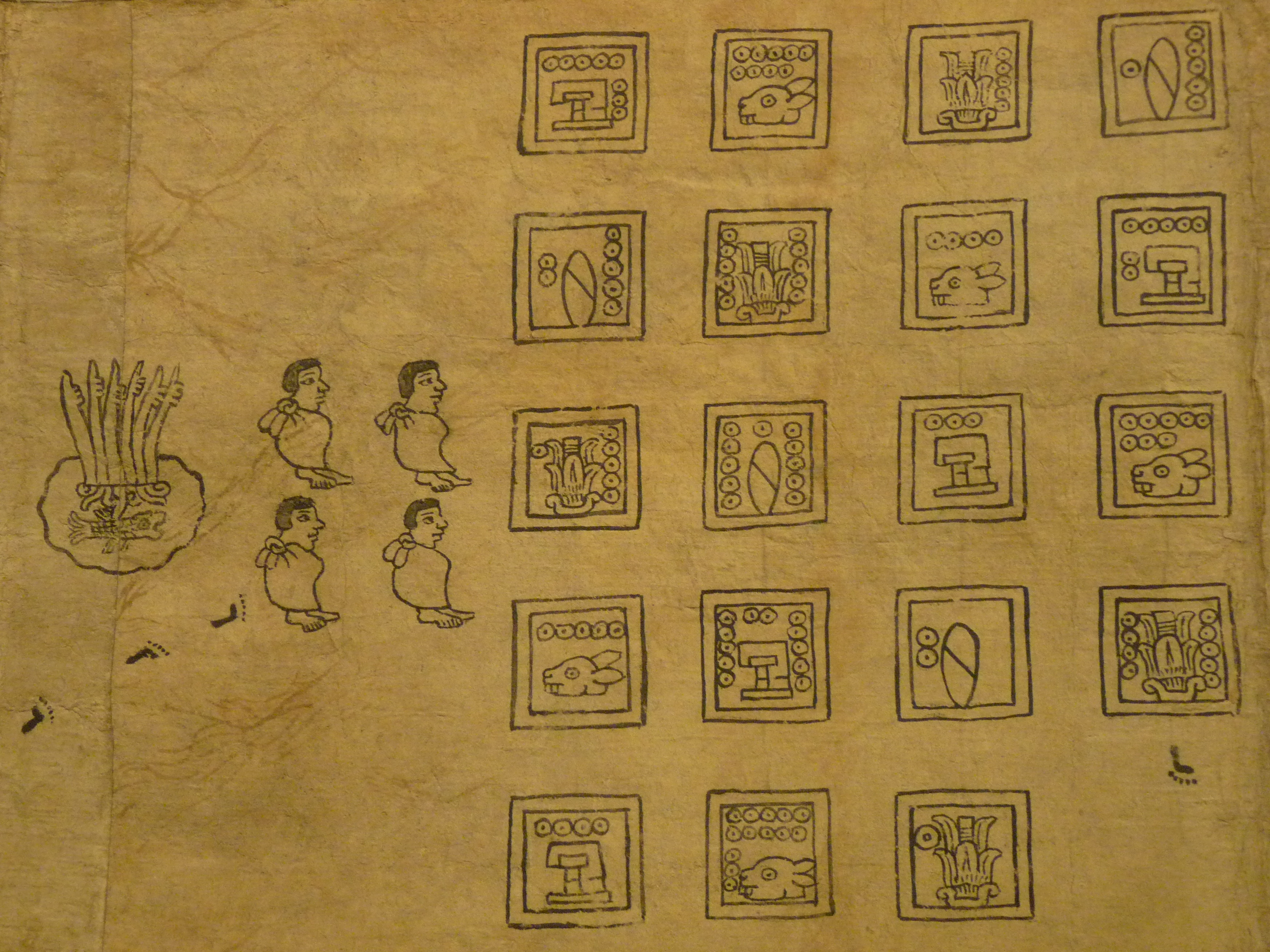
feuille 7
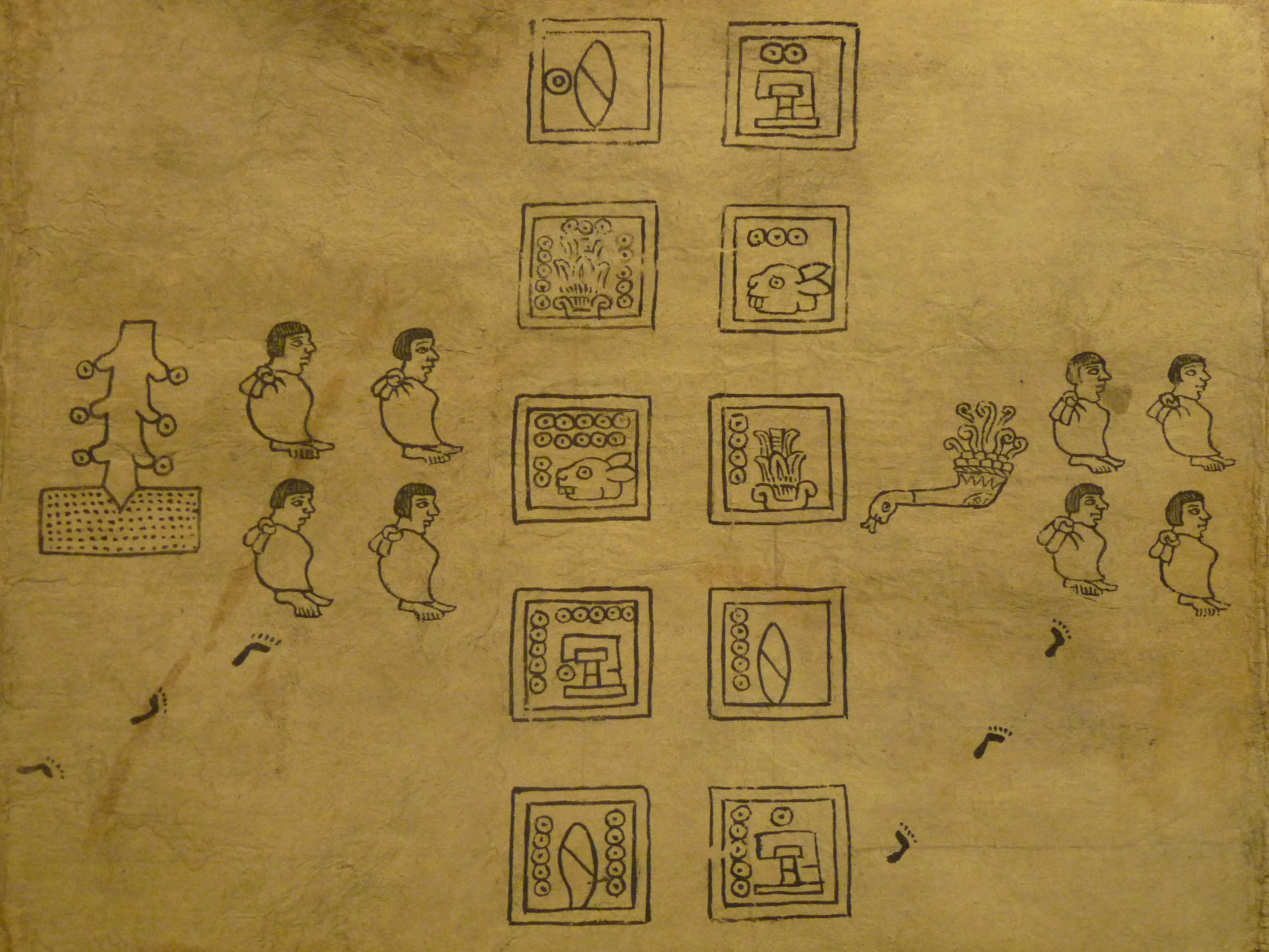
feuille 8
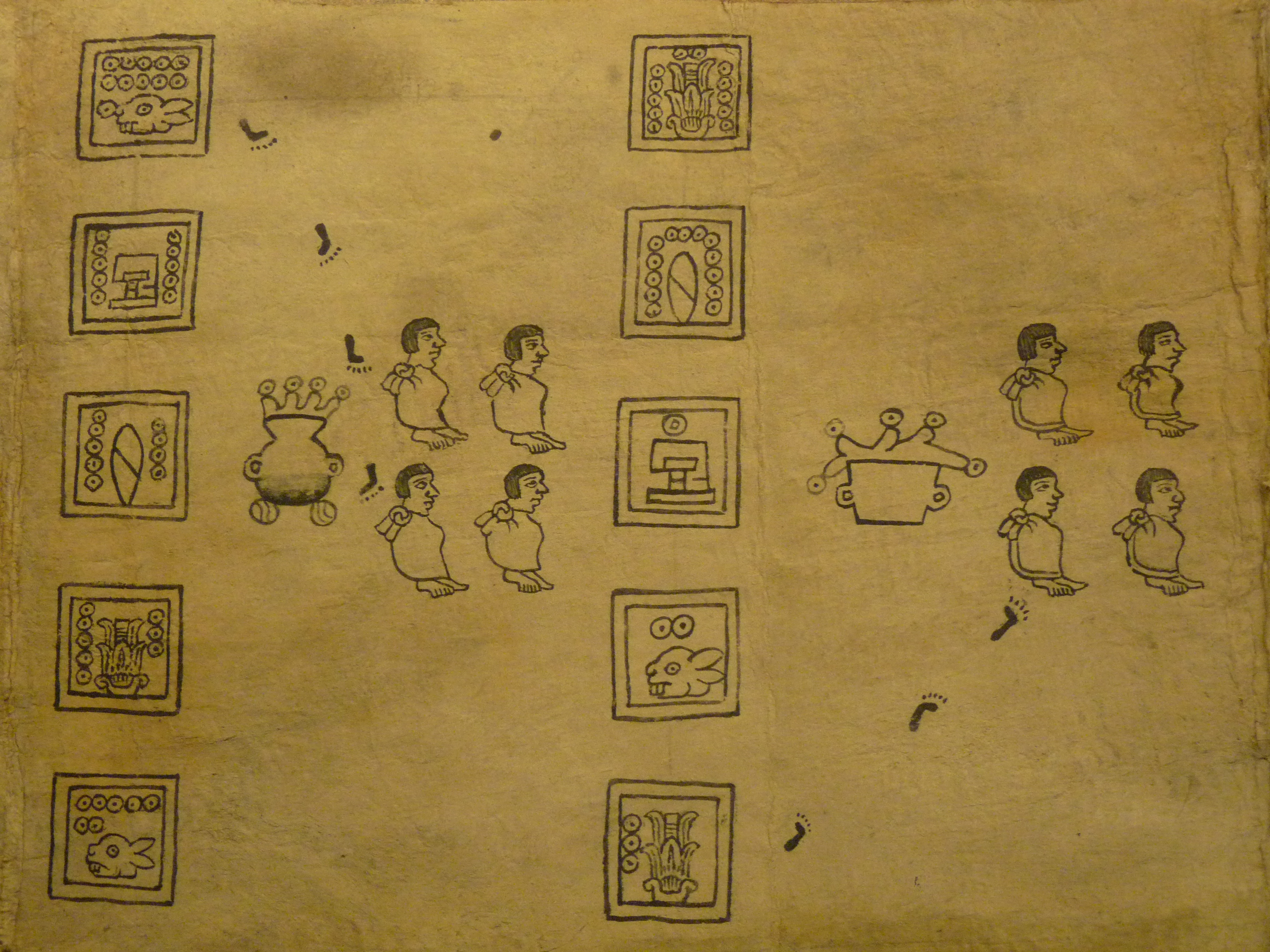
feuille 9
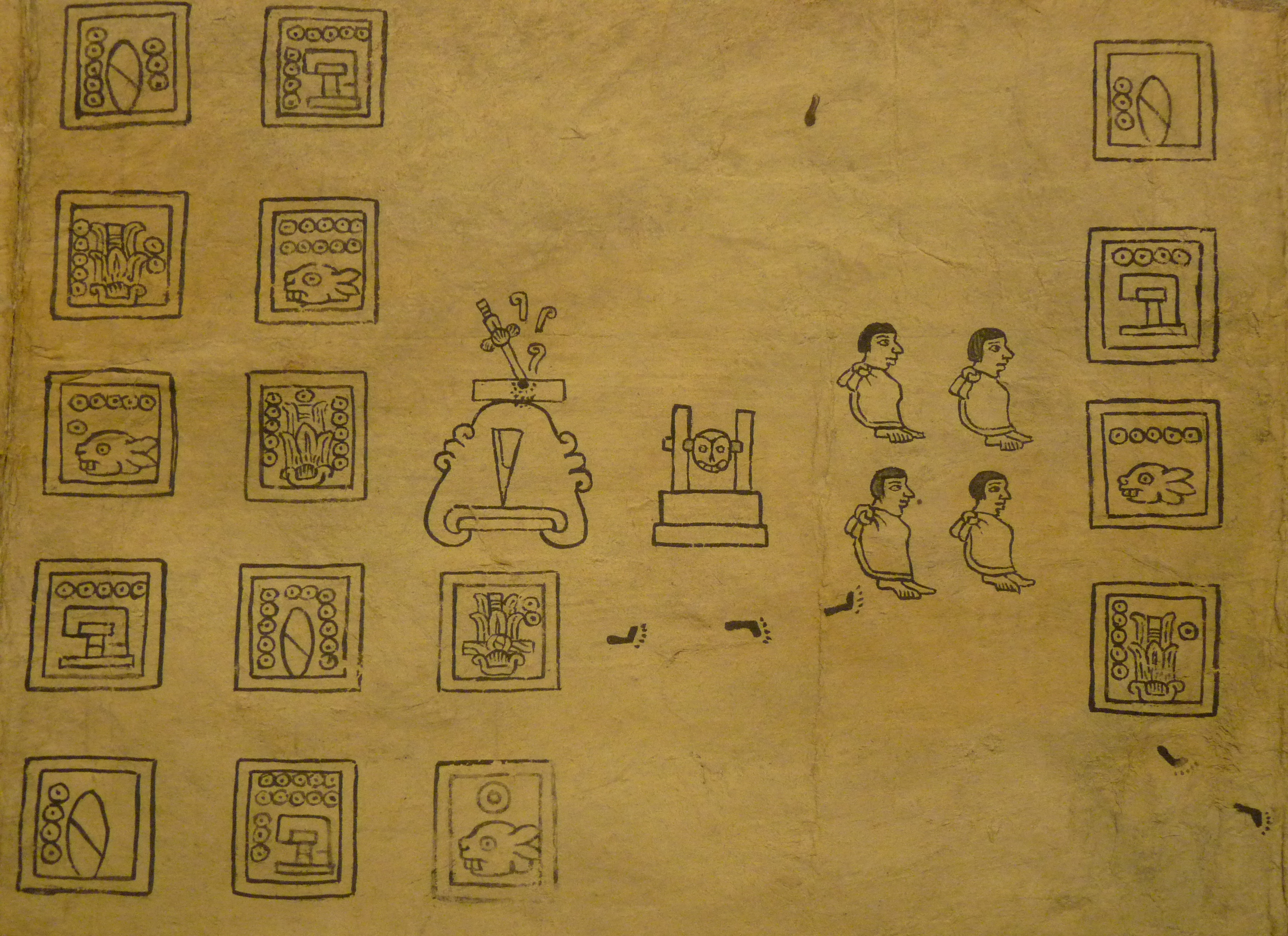
feuille 10
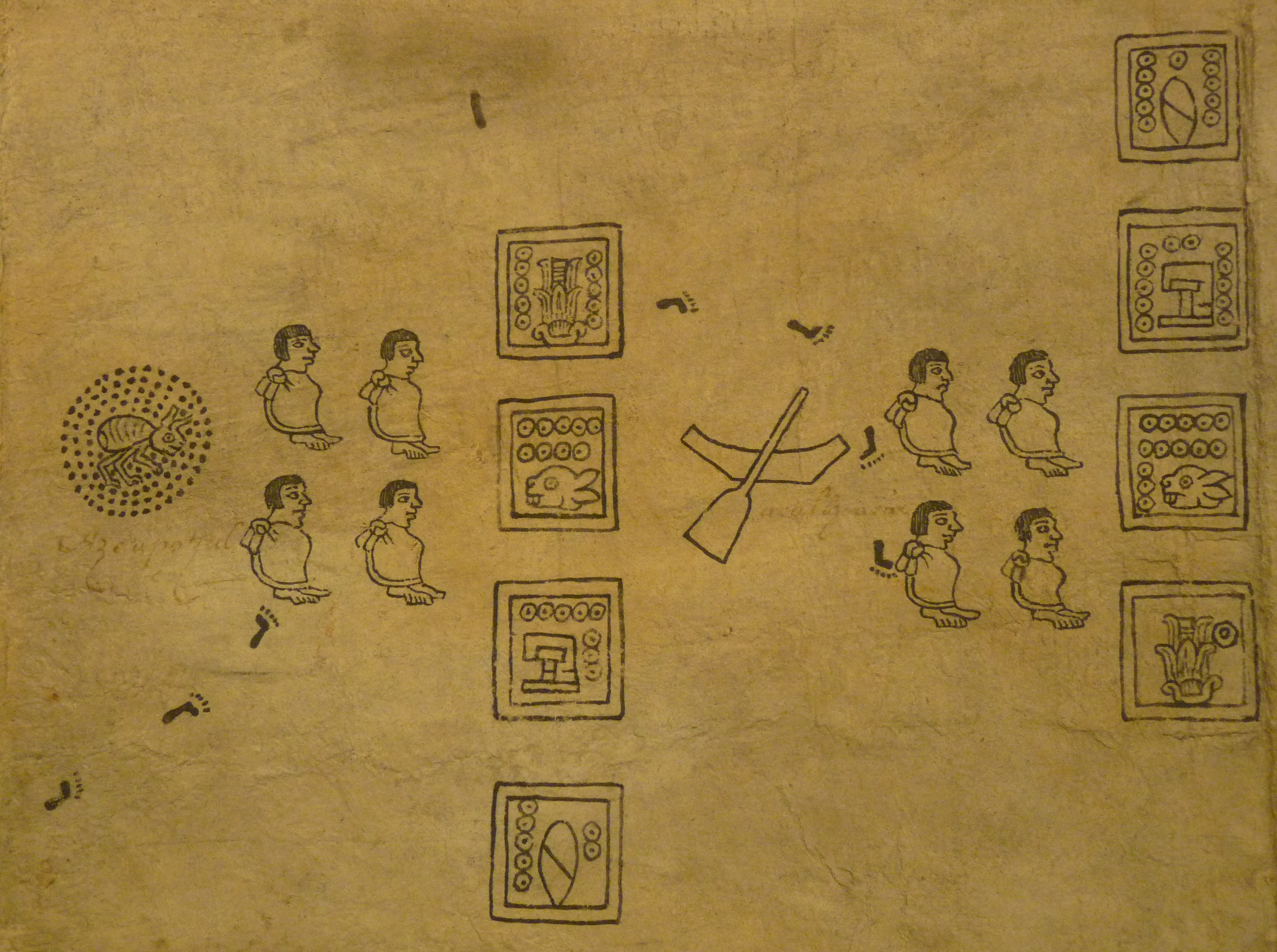
feuille 11
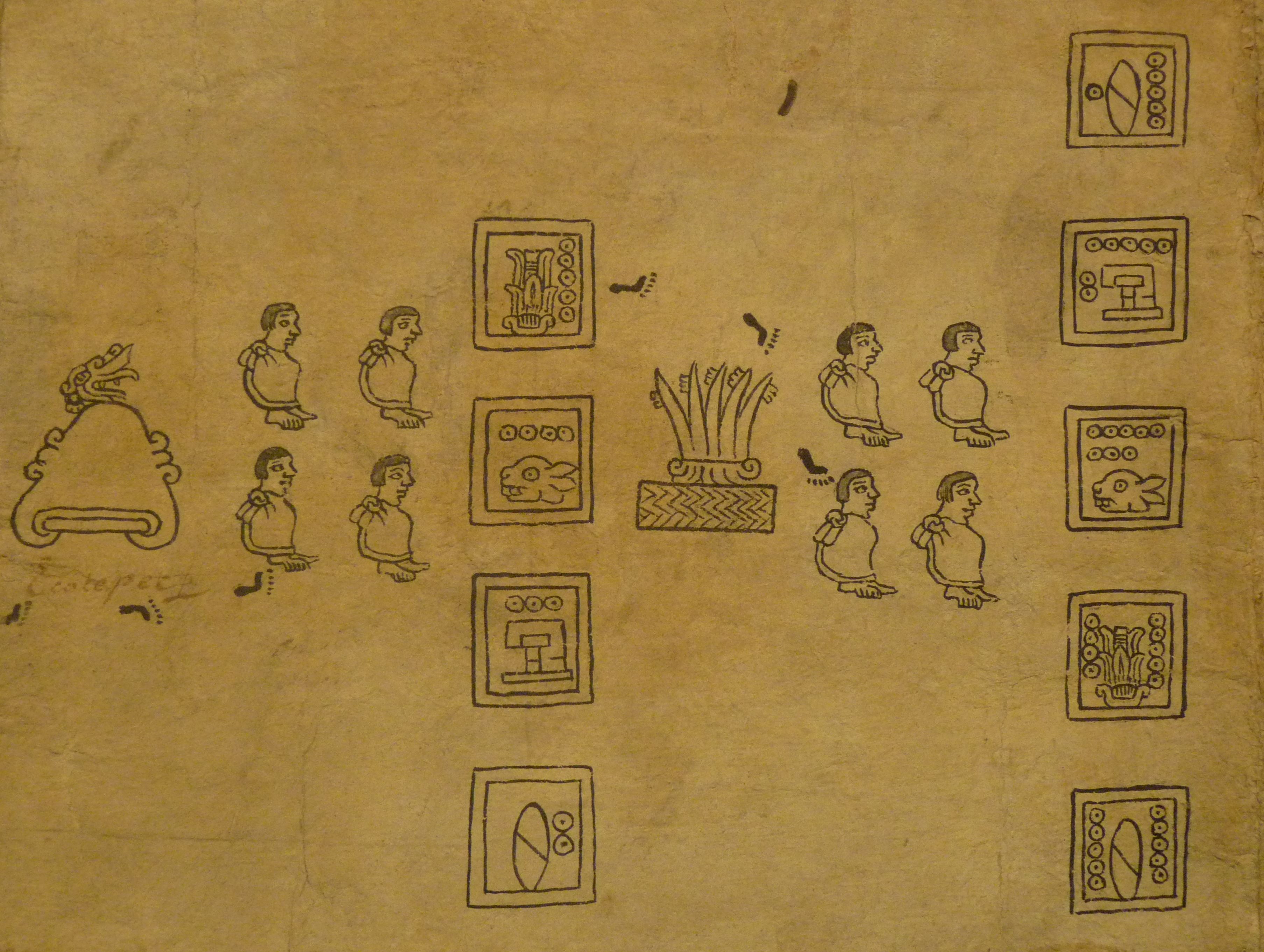
feuille 12
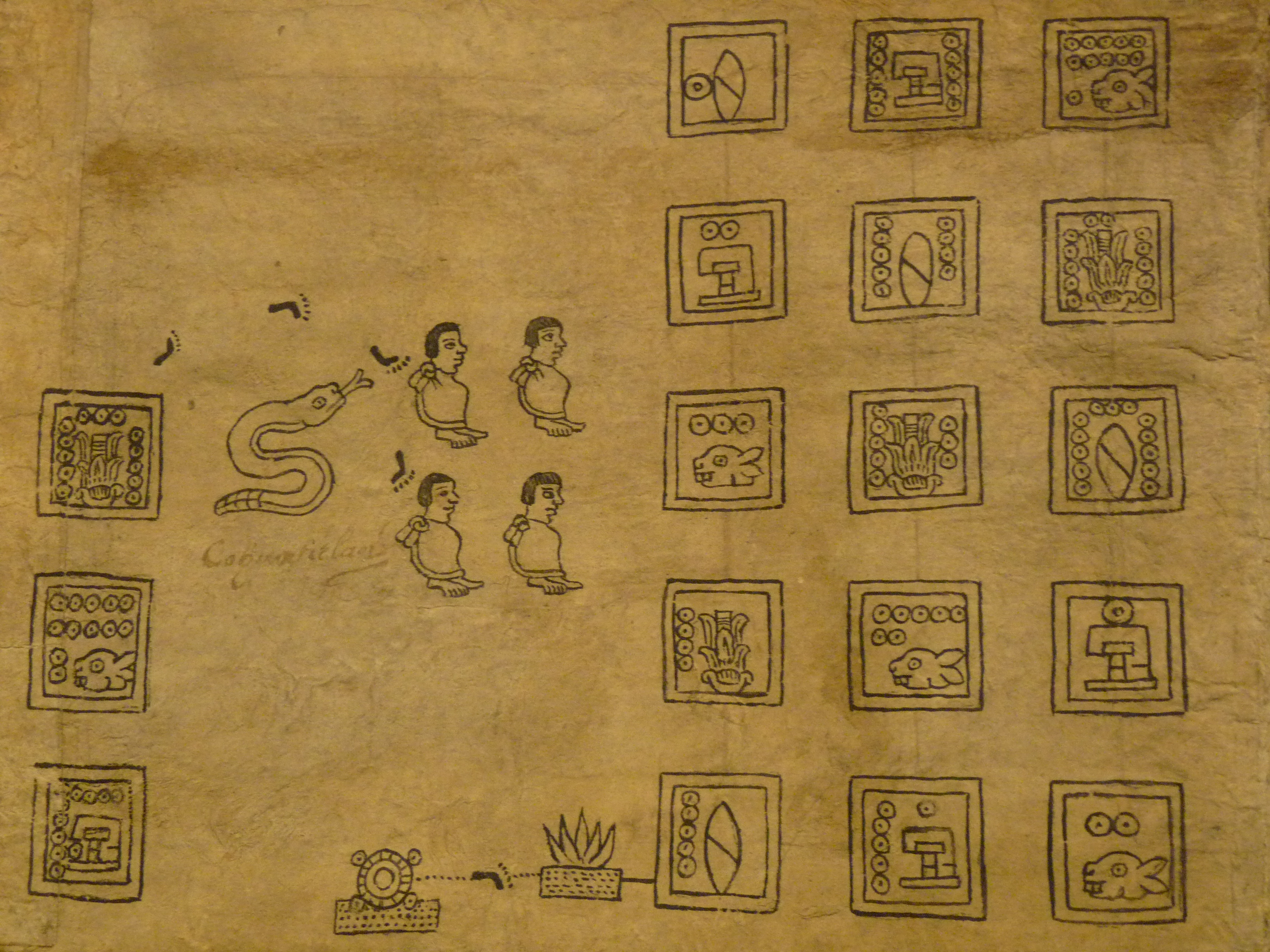
feuille 13
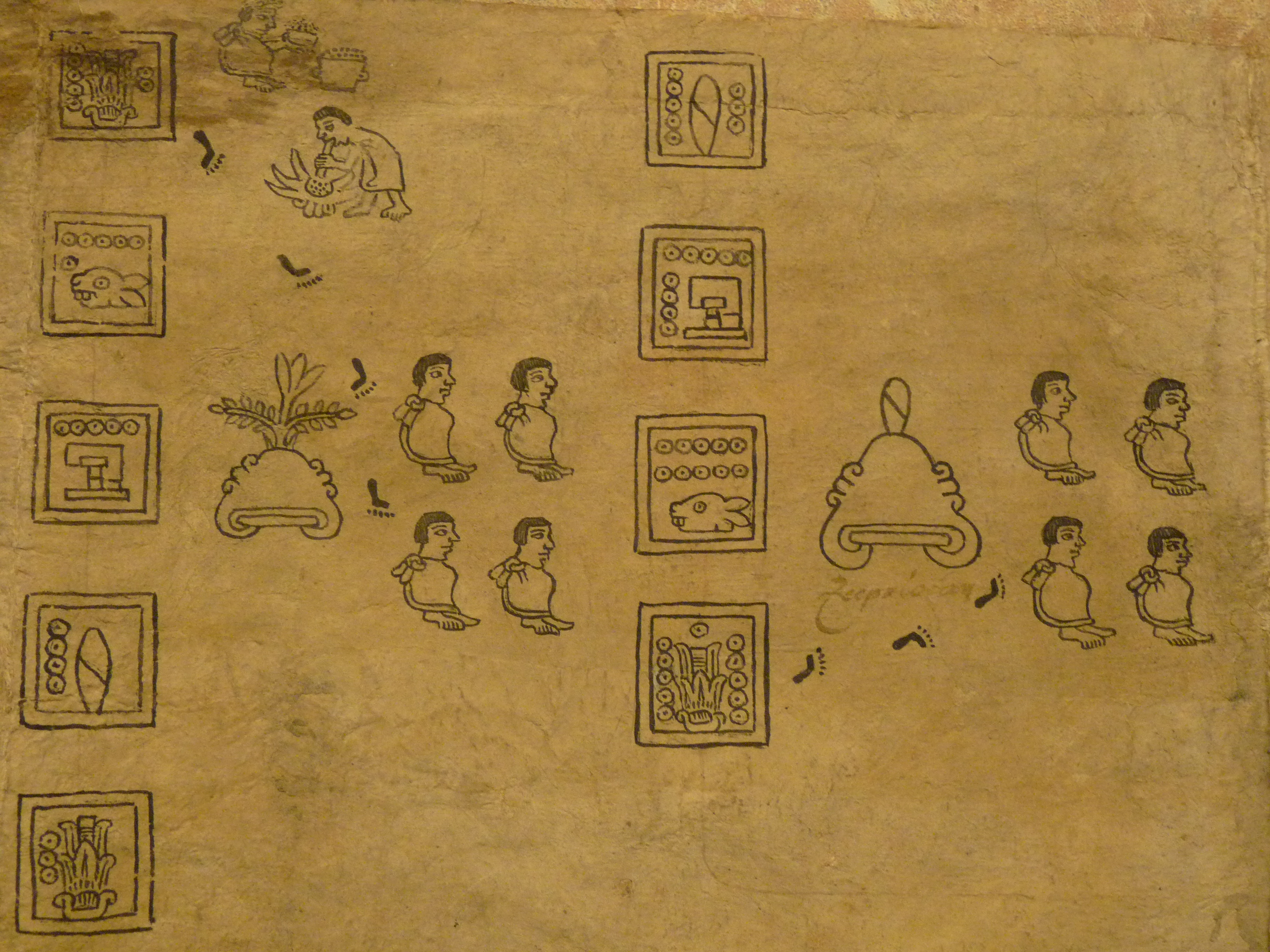
feuille 14
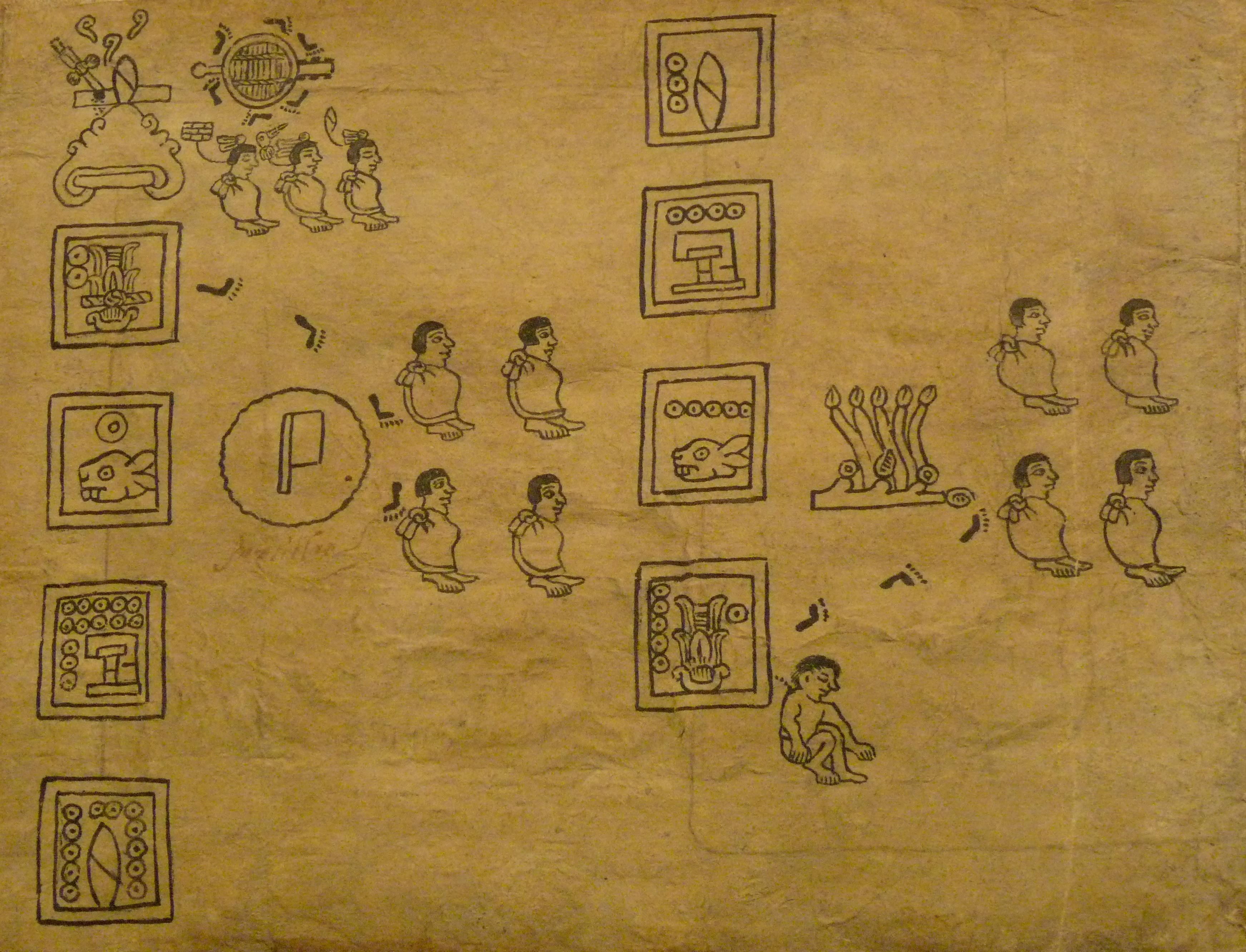
feuille 15
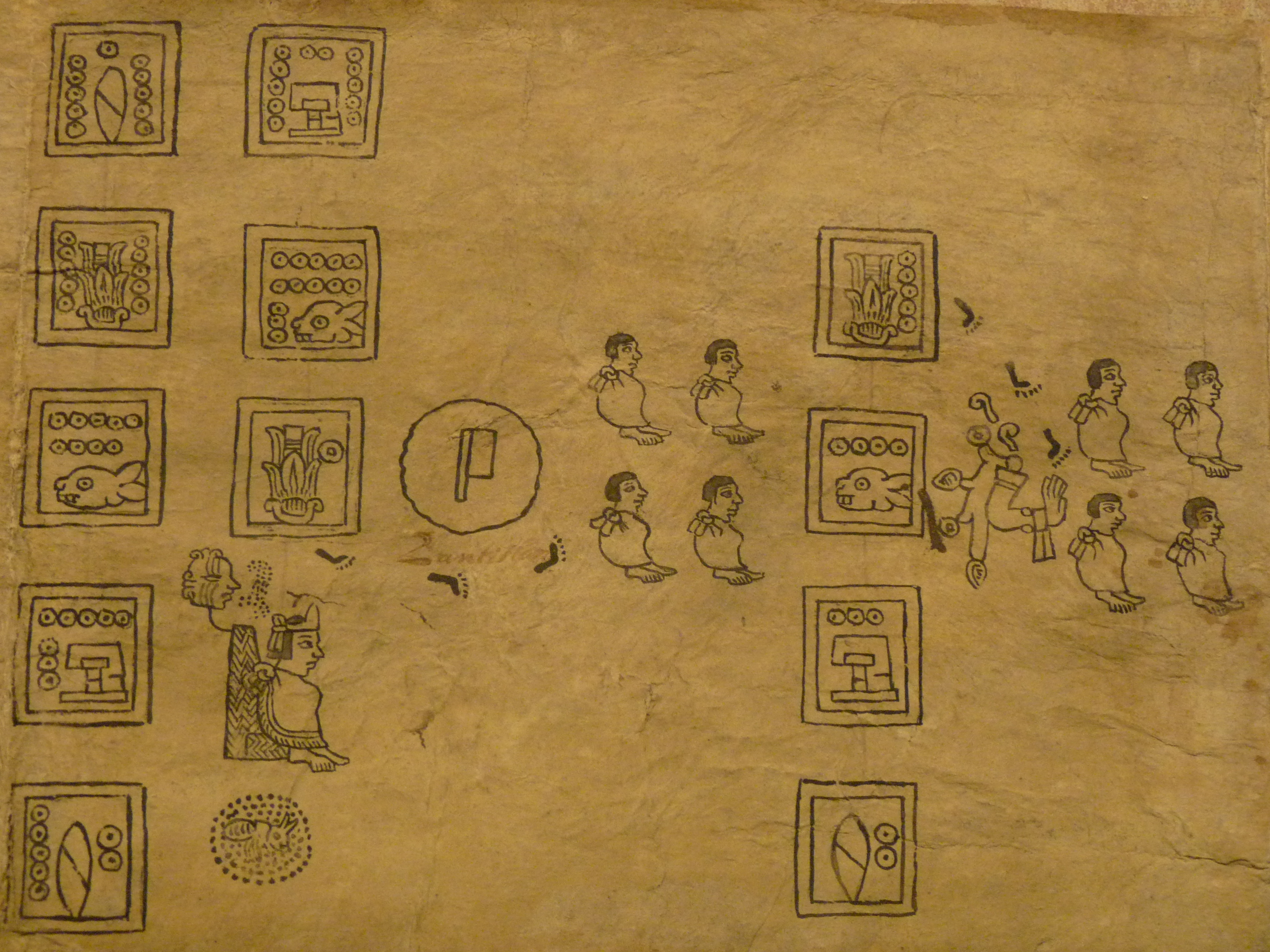
feuille 16
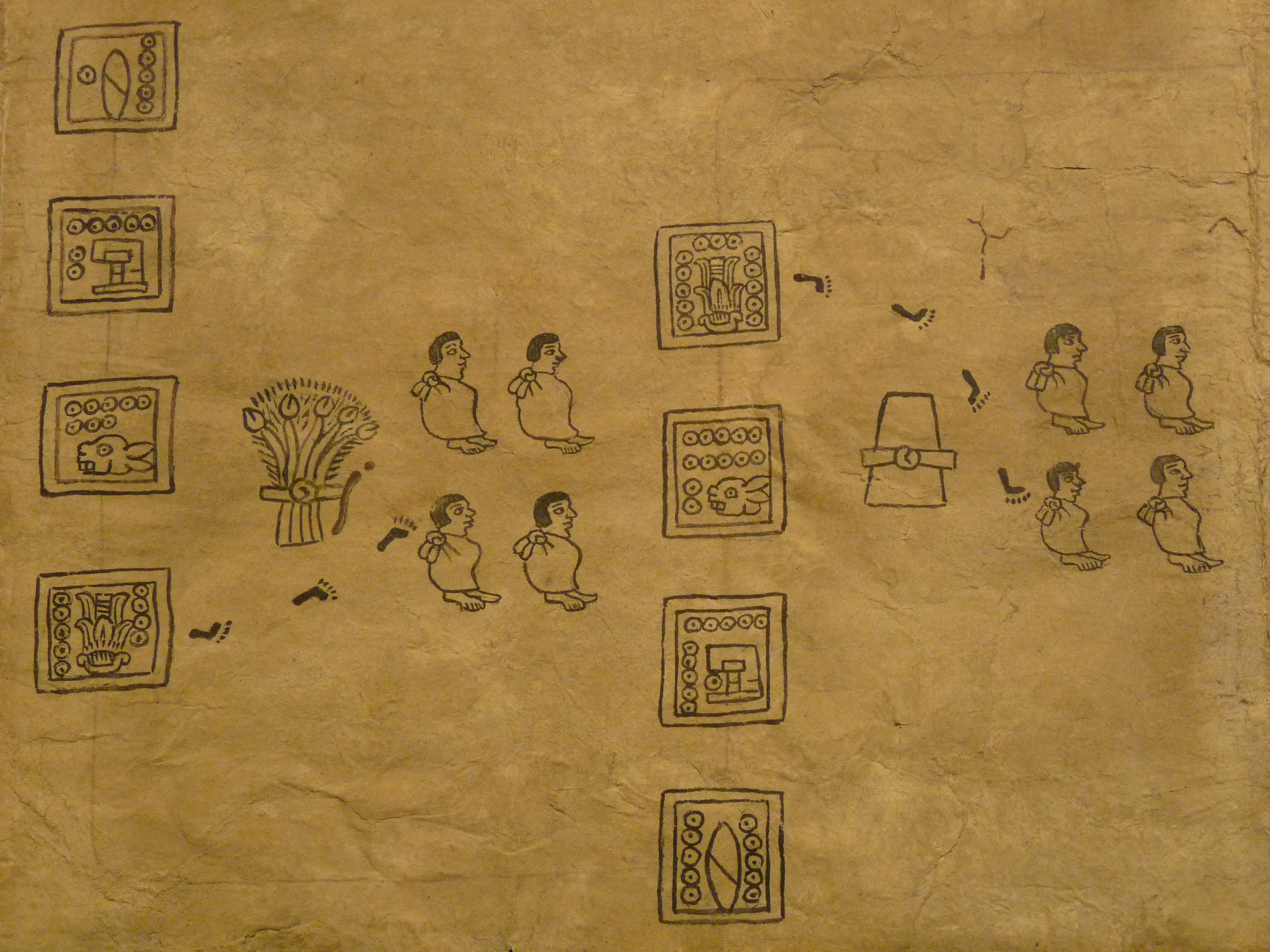
feuille 17
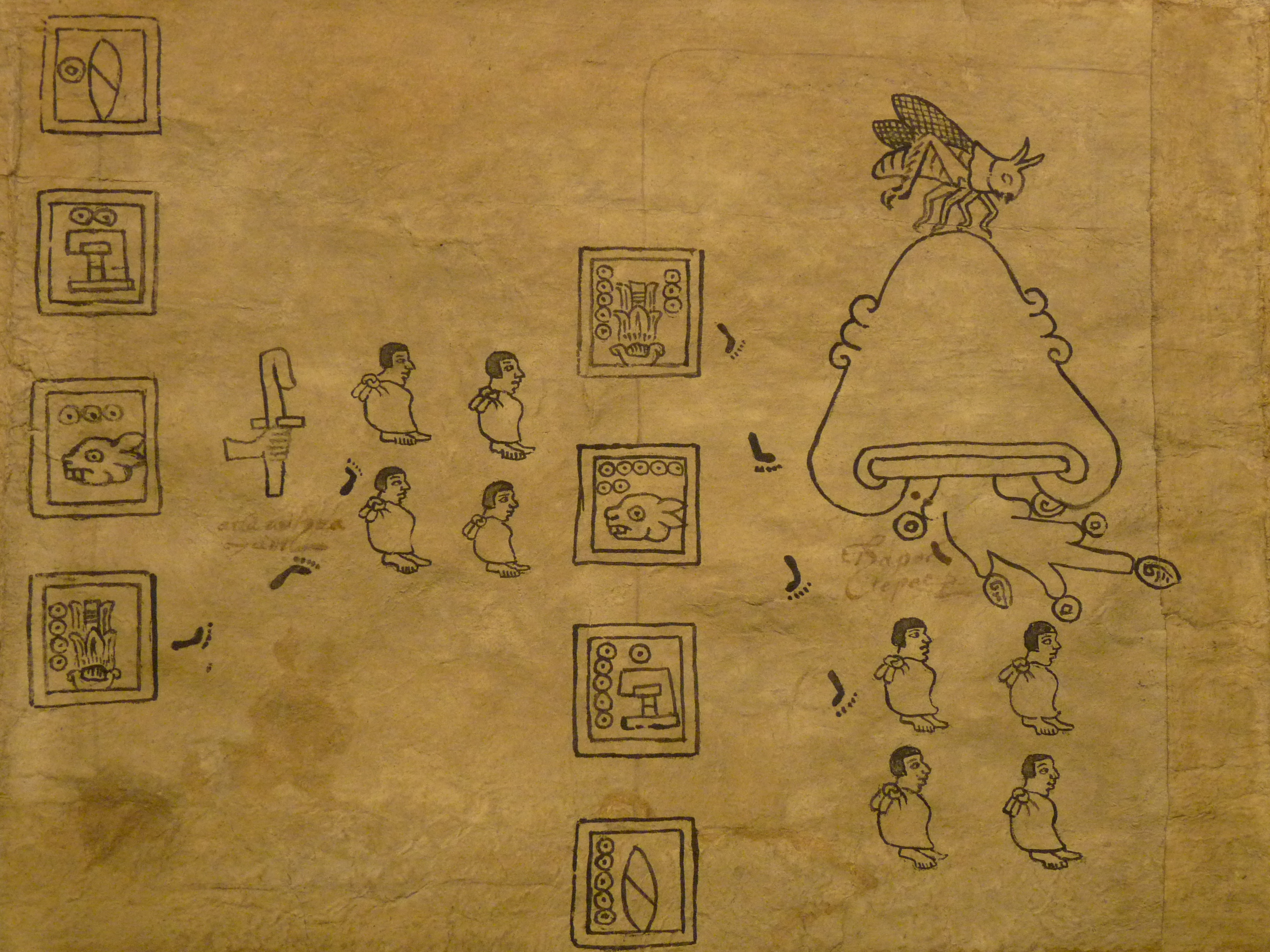
feuille 18
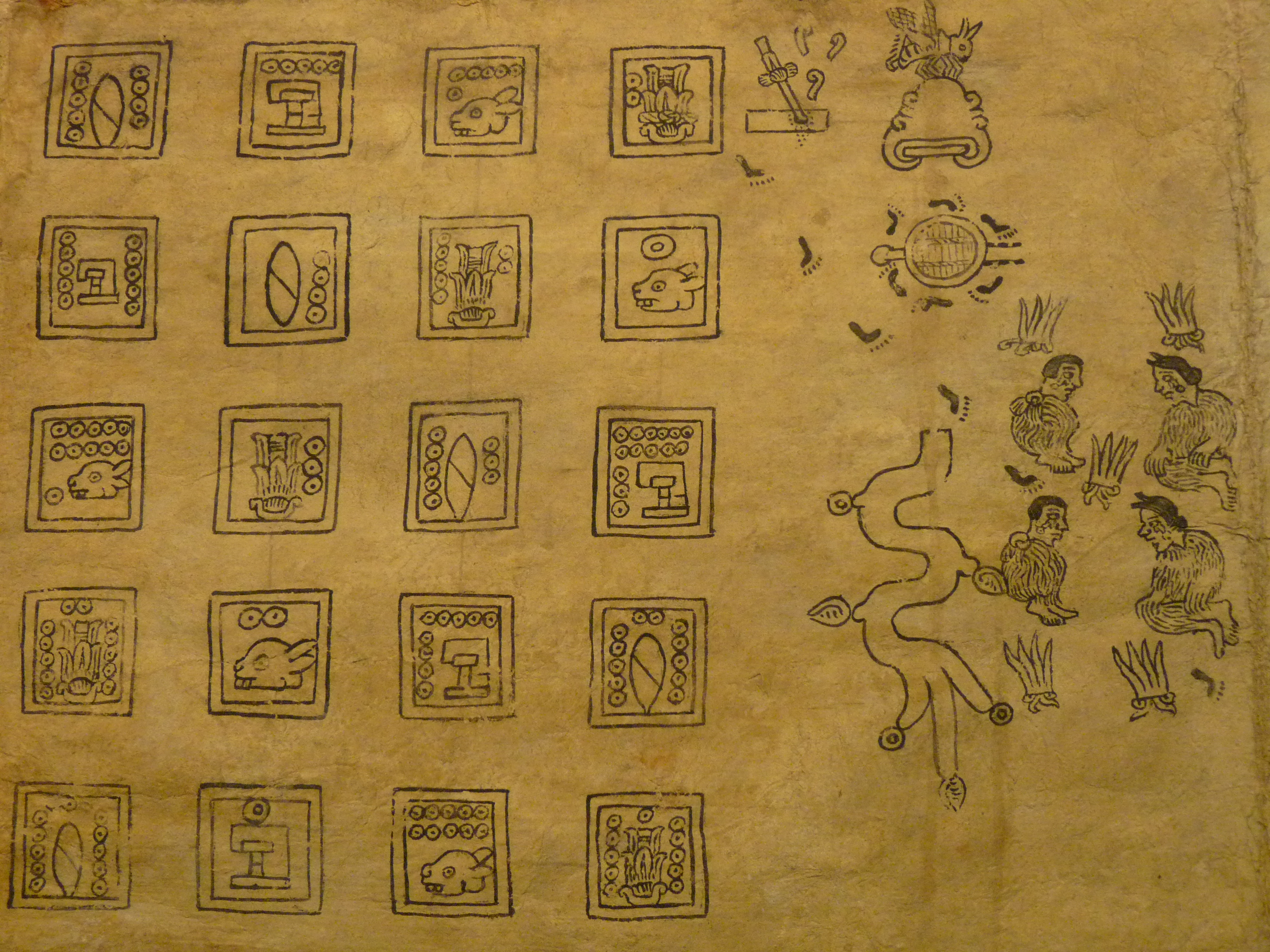
feuille 19
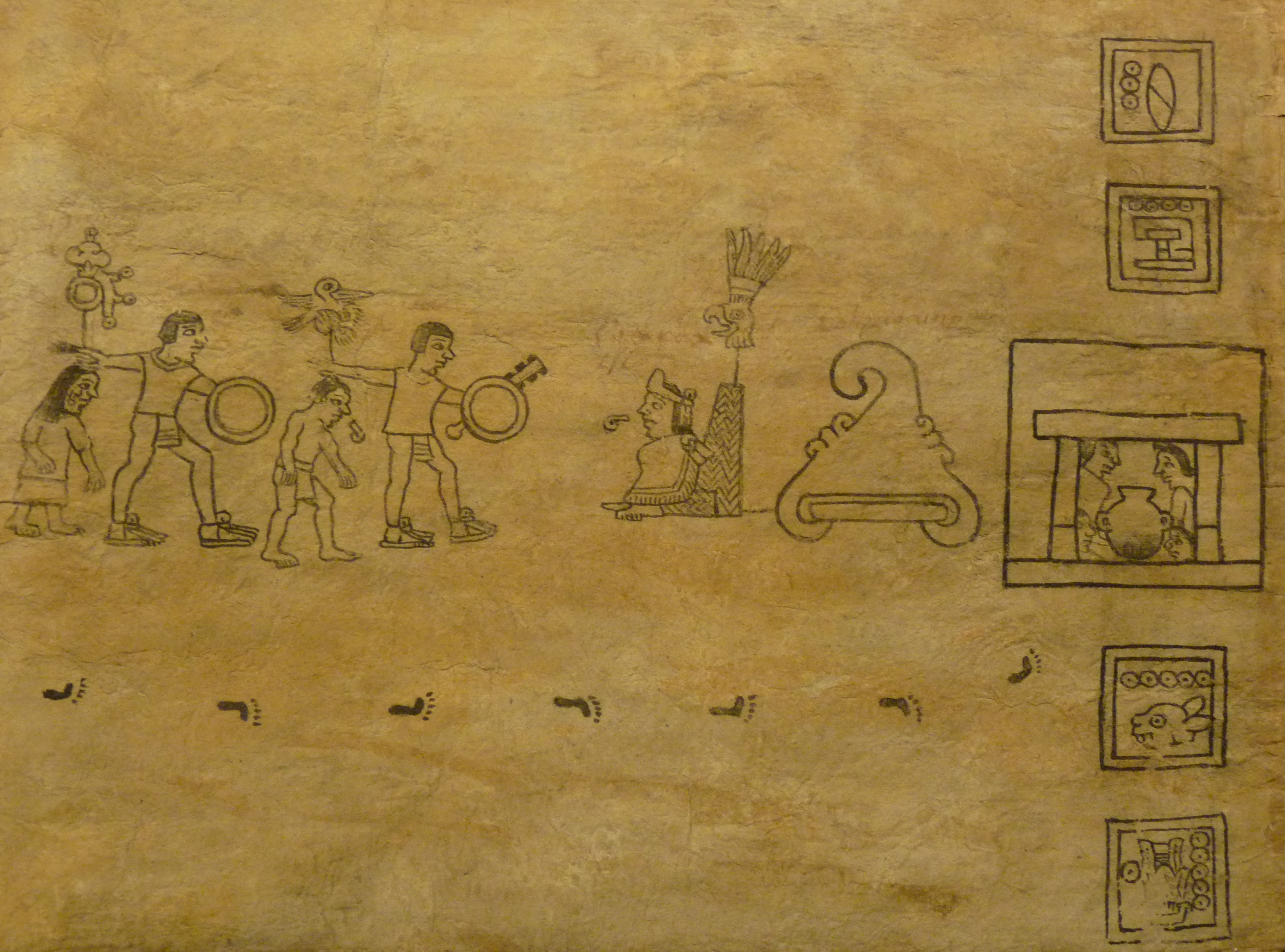
feuille 20
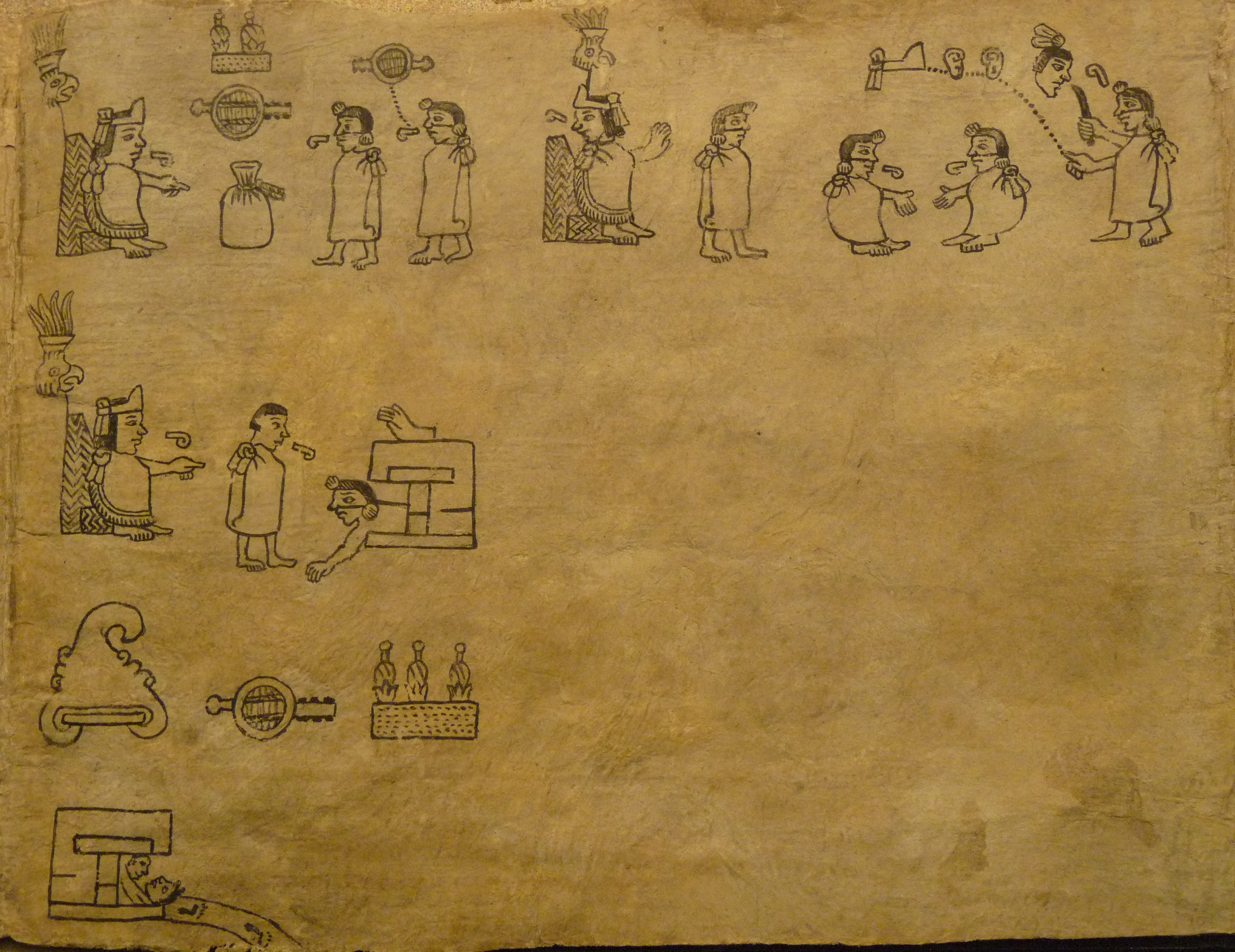
feuille 21
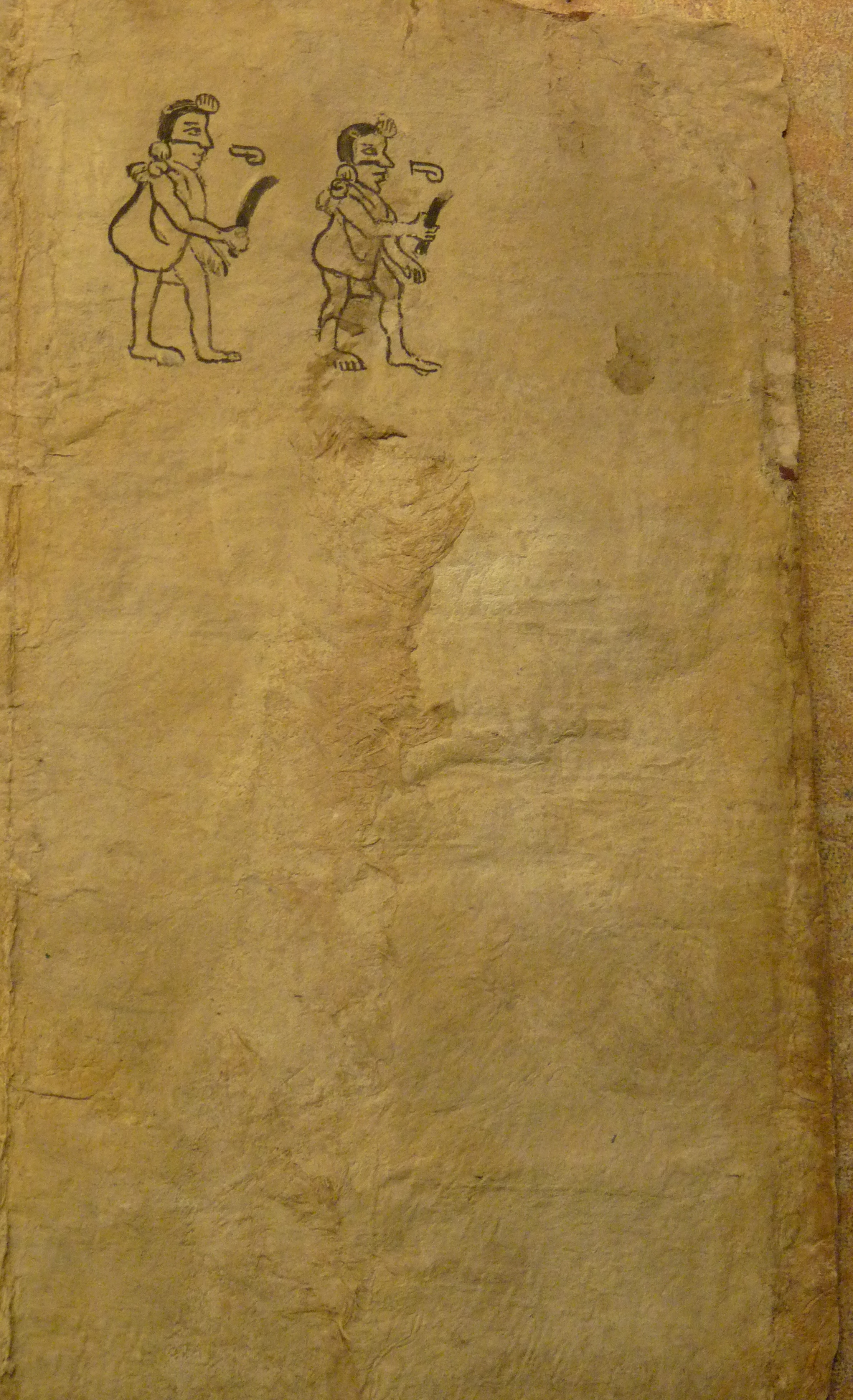
feuille 22